# Consulente d'immagine
Il consulente d'immagine è quella figura professionale che fornisce un servizio dedicato al miglioramento dell'aspetto attraverso il modo di vestirsi, muoversi, presentarsi. Si occupa di tutto quello che concerne la comunicazione non verbale: l'abbigliamento, l'igiene personale, il trucco, l'acconciatura, l'etichetta.
Grazie all'utilizzo di tecniche quali l'analisi del colore (la scelta dei colori giusti per valorizzare pelle e occhi), il camouflage (che nasconde i punti critici del fisico ed esalta i punti di forza), e attraverso l'analisi dello stile che i clienti desiderano, rimette a nuovo l'immagine, senza pratiche invasive.
Da non confondere con il personal shopper, che si dedica prevalentemente all'acquisto di capi di abbigliamento, o con lo stilista, che si occupa di definire lo stile delle celebrità.
In ambito commerciale, il consulente d'immagine fornisce un servizio dedicato al miglioramento dell'aspetto dell'azienda, che sia un negozio o un'attività produttiva qualsiasi. In questo caso il consulente, che spesso ma non sempre coincide con un'agenzia pubblicitaria, si occupa di tutto quello che concerne la comunicazione visiva dell'azienda: dal brand agli slogan, dalla scelta di testimonial pubblicitario alla creazione dello spot, fino alla gestione delle vetrine aziendali.

## Origini
La nascita della consulenza d'immagine si fa risalire alla pubblicazione del libro “Dress for Success”, uscito negli Stati Uniti nel 1975, e divenuto rapidamente un best seller. L'autore, John T. Molloy, ancora oggi è considerato il padre della professione, perché introdusse il concetto dell'importanza dell'immagine e dell'abbigliamento per raggiungere successi professionali e personali. Il libro non si basava sull'opinione personale dell'autore, ma su test condotti su un certo numero di individui, il libro contribuì a diffondere il concetto del "potere dell'abbigliamento".
Negli anni ottanta, alcune agenzie cominciarono a proporre servizi di consulenza d'immagine specifici per eventi ed occasioni. Allo stesso tempo anche le celebrità cominciano ad assumere consulenti d'immagine a tempo pieno, non solo per ragioni di copione ma anche per la loro vita di tutti i giorni.
Nel 1990 nacque l'Associazione Internazionale Consulenti d'Immagine (AICI), che oggi conta più di 1000 membri.

## Associazioni di categoria
La consulenza d'immagine è molto diffusa negli USA, dove ha sede l'AICI, Association of Image Consultants International. AICI è nata nel 1990 dall'unione delle prime due associazioni di consulenti d'immagine: AFIC (Association of Fashion & Image Consultants) sulla costa est e AIC (Association of Image Consultants) sulla costa ovest. Ha più di 1000 membri, e organizza le più importanti certificazioni professionali di consulenza d'immagine per i suoi 48 paesi membri.
In Gran Bretagna è presente anche TFIC (The Federation of Image Consultant), nata nel 1988.

## La consulenza d'immagine in Italia
Questa professione in Italia comincia a diffondersi in maniera più ampia dal 2010. Nel 2012 apre il capitolo Italiano di AICI: AICI Italy Chapter.